# Kuščar (lik)
Kuščar (Dr. Curtis »Curt« Connors) je izmišljena osebnost, ki se pojavlja v stripih ameriške založbe Marvel. Ustvarila sta ga risarja Stan Lee in Steve Ditko, prvič pa se je pojavil v stripu The Amazing Spider-Man #6 (november 1963). Večkrat je upodobljen kot sovražnik Spider-Mana, prikazan pa je tudi kot tragični antijunak in občasni Spider-Manov zaveznik. Curt Connors je bil genetik, ki je raziskoval sposobnost nekaterih plazilcev, ki regenerirajo manjkajoče okončine. Razvil je serum na osnovi kuščarjevega DNK, ki bi ljudem omogočil, da storijo enako, in ga preizkusil na sebi v upanju, da mu bo spet zrasla manjkajoča desna roka; namesto tega se je spremenil v divjega antropomorfnega kuščarja. Čeprav je Spider-Man uspel izničiti preobrazbo, je kuščar ostal del Connorsove podzavesti in se je znova in znova pojavljal, pri čemer je pogosto ohranil Connorsovo inteligenco in poskušal človeštvo nadomestiti z raso plazilcev. 
Kot človek se je Curt Connors pojavil v filmih Spider-Man 2 in Spider-Man 3, kjer ga je upodobil igralec Dylan Baker. Kot kuščar pa se je pojavil v filmih Neverjetni Spider-Man in Spider-Man: Ni poti domov, kjer ga je upodobil igralec Ryhs Ifans.